# رسته‌های فرماندهی انتظامی جمهوری اسلامی ایران

نشان فرماندهی انتظامی جمهوری اسلامی ایران (فراجا)

رسته‌های فرماندهی انتظامی جمهوری اسلامی ایران به هر یک از واحدهای تخصصی این نیرو گفته می‌شود که اعضای آن در یک زمینه خاص فعالیت می‌کنند. رَسته اصطلاحی برای مشخص کردن تخصص‌های نظامی است که از نظر مأموریت، نوع کار و وظایف مشاغل نظامی دارای ارتباط نزدیک است. فرماندهی انتظامی جمهوری اسلامی ایران (فراجا) دارای هجده رسته‌است. معمولاً نشانی بر روی یقه همه نظامی‌ها (فرماندهی انتظامی، ارتش، سپاه و …) نصب می‌شود که نشانگر رسته محل فعالیت آن فرد است.
فراجا دارای سه بخش کلی شامل فرماندهی، حفاظت اطلاعات و عقیدتی سیاسی است. بیشتر بخش‌های فراجا وظیفه امنیتی و نظامی دارند و دارای نیروهای مسلح هستند اما برخی بخش‌ها مانند صدور گذرنامه نیز بیشتر جنبه خدمات اجتماعی و دولتی دارد.

## نشان‌ها

### نشان رسته‌های فراجا
در جدول زیر نشان رسته‌های مختلف فراجا که بر روی سینهٔ یا یقه نظامیان فراجا نصب می‌شود آمده‌است:
| نشان سینه | نام                       | نشان سینه | نام                      | نشان سینه | نام          |
| --------- | ------------------------- | --------- | ------------------------ | --------- | ------------ |
|           | فرماندهی و ستاد (سرداران) |           | فرماندهی و ستاد (امیران) |           | پلیس فتا     |
|           | آگاهی (جرم شناسی)         |           | آماد و پشتیبانی          |           | اداری        |
|           | اطلاعات                   |           | انتظامی                  |           | بهداری       |
|           | حقوق                      |           | دارایی                   |           | دریابانی     |
|           | راهور                     |           | رایانه                   |           | فنی و مهندسی |
|           | مخابرات و الکترونیک       |           | مرزبانی                  |           | عقیدتی سیاسی |
|           | هنر                       |           | هوافراجا                 |           | عملیات ویژه  |

### نشان بازوی یگان‌های فراجا
در جدول زیر آرم یگان‌های فراجا که بر روی بازوی نظامیان نصب می‌شود آمده‌است:
| نشان بازو | نام                | نشان بازو | نام | نشان بازو | نام                      |
| --------- | ------------------ | --------- | --- | --------- | ------------------------ |
|           | پلیس آگاهی         |           | پلیس اطلاعات و امنیت عمومی (این رسته در ساختار جدید نیروی انتظامی حذف شد و به دو رسته پلیس امنیت عمومی و سازمان اطلاعات فراجا تبدیل شد) |           | پلیس امنیت عمومی         |
|           | پلیس امنیت ملی     |           | پلیس پیشگیری |           | پلیس خدمات قضایی         |
|           | فرماندهی دریابانی  |           | پلیس راه‌آهن |           | پلیس راهنمایی و رانندگی  |
|           | پلیس فتا           |           | پلیس فرودگاه |           | پلیس مبارزه با مواد مخدر |
|           | فرماندهی مرزبانی   |           | دانشگاه علوم انتظامی |           | دژبان                    |
|           | سازمان وظیفه عمومی |           | ستاد و پشتیبانی |           | فرماندهی و ستاد          |
|           | عقیدتی سیاسی       |           | قرارگاه عملیات رزمی |           | مراکز آموزش              |
|           | نوپو               |           | هوا فراجا |           | یگان امداد               |
|           | یگان ویژه          |           | پلیس راه |           | پلیس امنیت اقتصادی       |